# Martín López de Córdoba
Martín López de Córdoba (Carmona, fecha desconocida-Sevilla, 1371), fue un noble y militar castellano, y uno de los hombres de confianza de Pedro I de Castilla.

## Biografía
Era descendiente de Martín Muñoz, uno de los conquistadores de Córdoba, estaba emparentado con la casa de Aguilar y con la de don Juan Manuel. Fiel al rey Pedro I de Castilla Fue nombrado maestre de las órdenes de Alcántara y Calatrava, mayordomo mayor del rey, adelantado mayor de Murcia, y también repostero mayor y camarero mayor del rey. Después de la desaparición del primer linaje de Aguilar por causas naturales, Monturque siguió el mismo destino que Aguilar hasta que en 1357 el rey Pedro I decidiera entregarlo, segregado de la villa mencionada, a su fiel partidario Martín López de Córdoba formando una entidad señorial con personalidad propia, el Señorío de Monturque.
Con la llegada al trono el rey Enrique II de Castilla, cayó en desgracia, y fue ajusticiado por orden del rey en la plaza de San Francisco de Sevilla en 1371.
Viudo desde 1363 de Sancha Carrillo, sobrina del rey Alfonso XI, la hija de ambos Leonor López de Córdoba, escribió en sus memorias, la caída en desgracia de la familia. De su relación con  Teresa Álvarez de Haro, nació su hijo Lope, quien falleció preso en Carmona.

## En la ficción
Martín López de Córdoba fue interpretado por Mario Pardo en la serie televisiva Pedro I, el Cruel (1989).
| Predecesor: Gutierre Gómez de Toledo | Maestre de la Orden de Alcántara 1365 - 1369 | Sucesor: Pedro Muñiz de Godoy     |
| Predecesor: Diego García de Padilla  | Maestre de la Orden de Calatrava 1365 - 1371 | Sucesor: Pedro Muñiz de Godoy     |
| Predecesor: Diego García de Padilla  | Mayordomo mayor del rey 1365 - 1368          | Sucesor: Alvar García de Albornoz |